# Trigonisca azteca
Trigonisca azteca  (лат.) — вид безжальных пчёл из трибы Meliponini семейства Apidae. Не используют жало при защите. Хотя жало у них сохранилось, но в сильно редуцированном виде.

## Распространение
Неотропика: Мексика (Guerrero, Morelos, México, Puebla).

## Этимология
Название вида дано в честь культуры древних индейцев Ацтеков.